# Мегалензия
Мегалензия (Ludi Megalenses; Megalensia) e фестивал в Древен Рим в чест на богинята Mater Deum Magna Ideae, Голямата Божествена Майка на планината Ида или позната като богинята Кибела.
Игрите се провеждат като официален празниик Feriae stativae от 4 до 11 април по римския календар.
През това време римляните провеждали театрални представления (ludi scaenici), състезания с колесници (ludi circenses) в Circus Maximus.